# Сумка Фабриція

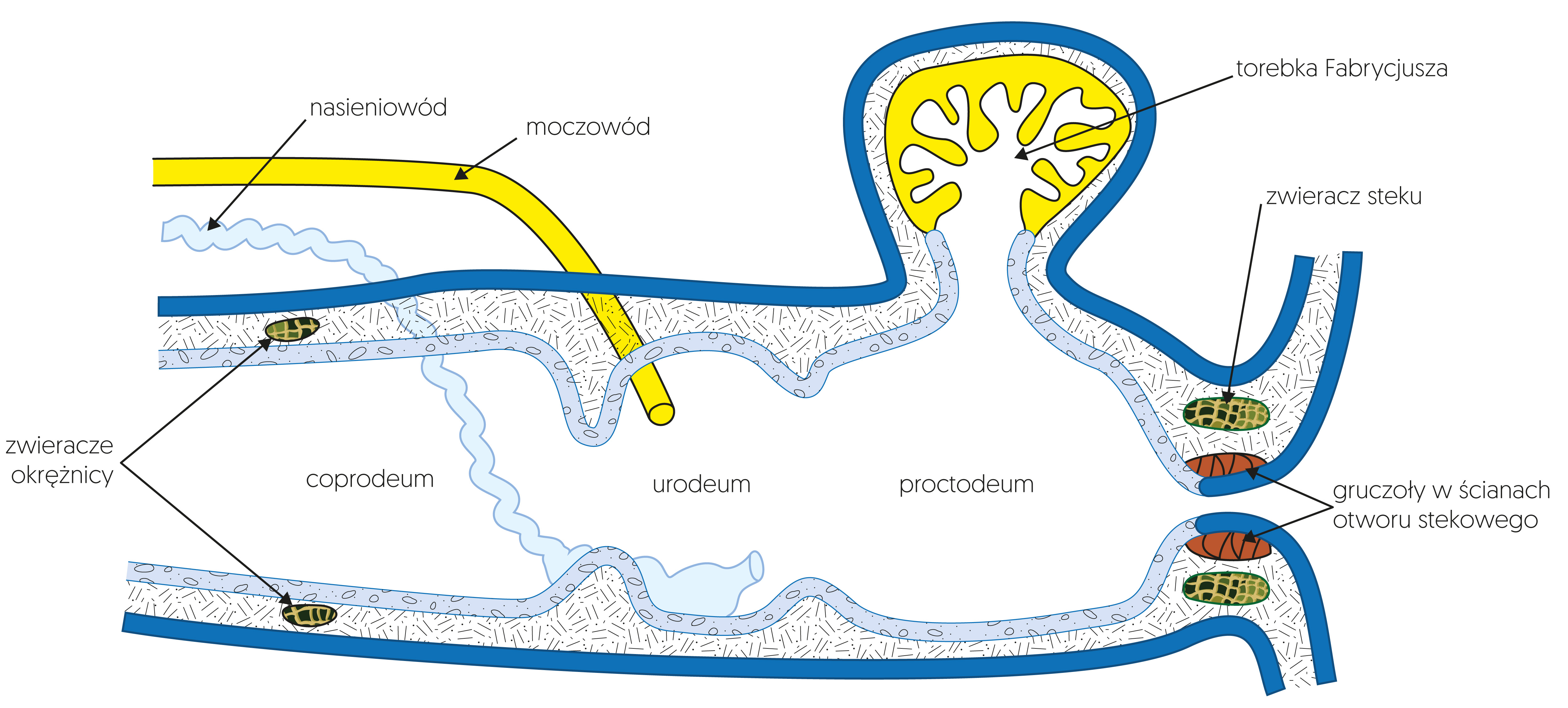
Схема поперечного перерізу клоаки самця

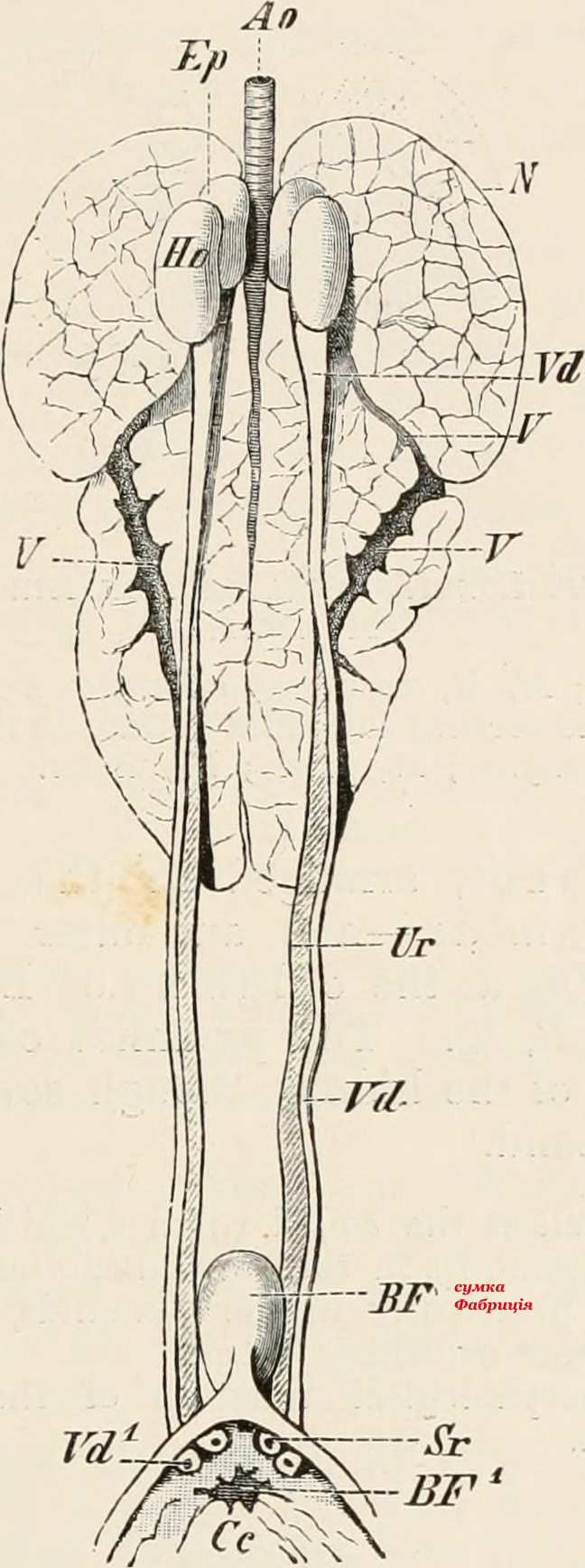
Сумка Фабриція позначена червоним

Сумка Фабріція (лат. bursa Fabricii, bursa cloacalis) — лімфатичний орган птахів, який являє собою мішкоподібний дивертикул клоаки.
Це мішечок із сліпими кінцями в дорзальній стінці кінцевої частини клоаки, тобто проктодеуму. Розташовується в середній площині, нижче хребта, в екстраперитонеальному положенні. Закінчується вузьким клоакальним отвором (у вигляді щілини). Форма порожнини залежить не тільки від виду, але також (в основному) від віку особини. У молодих тварин ця структура добре розвинена, найкраще (повністю) у тварин віком близько пів року. У голубів повний розвиток сумки буде у чотиримісячних особин; довжина сумки становить 1,5 см. У випадку курчат цей розвиток буде у п'ятимісячних особин; вони мають сумку Фабриція довжиною 2 або 3 см і шириною 1,5 см. Сумка Фабриція шестимісячної качки має довжину 5 см і ширину 0,75 см і досягає в цей час піка свого розвитку. Надалі вона не тільки не розвивається, але навіть регресує і залишається в значною мірою редукованому вигляді, а іноді й зовсім зникає. Цей орган у дорослої курки розміром з горошину. Він зникає повільніше у водоплавних птахів і швидше у голубів.
Сумка Фабриція має товсту поздовжньо складну стінку, вистелену зсередини стовпчастим епітелієм. Ця стінка містить велику кількість залоз, а також багата на лімфоретикулярну тканину. Функція сумки Фабриція ще не до кінця з'ясована, але вважається, що вона пов'язана саме з цією тканиною, оскільки сумка Фабриція є лімфоретикулярним органом — там, ймовірно, відбувається диференціація В-лімфоцитів. У 1950-х роках У 1920-х роках Брюс Ґлік описав структурну схожість цього органу з тимусом.
Однією з хвороб молодняку (віком до 17 тижнів) курчат є інфекційна бурсальна хвороба (так звана хвороба Ґамборо), що викликається вірусом інфекційної бурсальної хвороби (англ. infectious bursal disease virus, IBDV), яка належить до родини Birnaviridae.

## Виноски
1. 1 2 3  Henryk Kobryń, Kazimierz Kobryńczuk: Anatomia zwierząt. T. 3: Gruczoły dokrewne, układ nerwowy, narządy zmysłów i powłoka wspólna. Anatomia ptaków. Warszawa: Wydawnictwo Naukowe PWN, 2012, ss. 399–400. ISBN 978-83-01-16755-4.
2. ↑  Шевчук В. Г. та ін. Фізіологія. 2-ге видання: Підручник для ВМНЗ IV р.а.//Розділ 9. Система крові. — Вінниця: Нова книга, 2015. — С. 273.
3. ↑  Infectious Bursal Disease. Washington Disease Diagnostic Laboratory, Washington State University. [dostęp 2017.05.25]